# Vladimirska mati Božja
Vladimirska mati Božja, znana tudi kot Vladimirska Devica, Vladimirska Gospa (rusko Влади́мирская ико́на Бо́жией Ма́тери, ukrajinsko Вишгородська ікона Божої Матері) in Vladimirska Bogorodica (grško Θεοτόκος του Βλαντίμιρ), je bizantinska ikona iz 12. stoletja, ki prikazuje Marijo z otrokom in zgodnji primer ikonografskega tipa Eleusa ali glikofilusa (pomeni »tip nežne, intimne, materinske Marije«). Gre za eno najbolj kulturno pomembnih in opevanih umetnin v ruski zgodovini. Mnogi menijo, da je to nacionalni paladij, saj ikoni pripisujejo številne čudeže zgodovinskega pomena za Rusijo. Po skorajšnjem uničenju v 13. stoletju je bilo delo obnovljeno vsaj petkrat.
Ikono je naslikal neznani umetnik najverjetneje v Konstantinoplu. Poslali so jo v Kijev kot darilo, preden so jo prenesli v stolnico Marijinega vnebovzetja v Vladimiru. Tradicionalno pravijo, da je ikona Vladimir zapustila šele leta 1395, ko so jo prinesli v Moskvo, da bi zaščitila mesto pred vpadom Timurja, čeprav je zgodovinska točnost te trditve negotova. Vsaj do 16. stoletja je bila v stolnici Marijinega vnebovzetja v Moskvi, kjer je ostala, dokler jo po ruski revoluciji niso preselili v državno Tretjakovsko galerijo.
V 1990-ih je bila predmet lastniškega spora med galerijo in moskovskim patriarhatom, ki se je končal s preselitvijo v cerkev svetega Nikolaja v Tolmačih. Dogovorjeno je bilo delovanje cerkve z dvojnim statusom hišne cerkve in dela muzeja. Ikona je tam še danes in je dostopna le skozi podzemni prehod od galerije do cerkve, kjer še vedno potekajo bogoslužja.

## Zgodovina

### Izvor
Ikona je datirana v zgodnji del 12. stoletja in je v Rusijo prispela okoli leta 1131. To je v skladu z opisom v ruskih kronikah. Podobno kot druga visokokakovostna bizantinska umetniška dela naj bi bila naslikana v Konstantinoplu. Originalni so le obrazi, oblačila pa so bila prebarvana po poškodbah, ko so jih namestili s kovinsko prevleko ali rizo (kovinski pokrov, ki ščiti ikono) in v požaru leta 1195.
Približno leta 1131 je grški carigrajski patriarh poslal ikono kot darilo kijevskemu velikemu vojvodi Juriju Dolgorokemu. Akademik Sona Hoisington to delno pripisuje večjemu prizadevanju Bizantincev, da bi takrat spreobrnili in pokristjanili slovanske narode. Hranili so jo v nunskem samostanu v Višgorodu, dokler ga Jurijev sin Andrej iz Bogoljubova leta 1155 ni prinesel v Vladimir.
Po tradicionalnem poročilu so se konji, ki so prevažali ikono, ustavili blizu Vladimira in niso hoteli iti dalje. V skladu s tem so mnogi Rusi to razlagali kot znak, da Bogorodica želi, da ikona ostane tam. Kraj so poimenovali Bogoljubovo ali »tisti, ki ga je ljubil Bog«. Andrej ga je postavil v svojo rezidenco Bogoljubovo in zgradil stolnico Marijinega vnebovzetja, da bi upravičil svojo trditev, da je Vladimir nadomestil Kijev kot glavno mesto Rusije. Ikono so po posvetitvi leta 1160 kmalu preselili v stolnico Marijinega vnebovzetja.
Po posvetitvi stolnice Marijinega vnebovzetja, ki so ji kmalu sledile druge cerkve, posvečene Devici, ni nobenega zapisa, da bi ikona kdaj zapustila Vladimir do leta 1395. Vendar njena prisotnost ni preprečila plenjenja in požiganja mesta s strani Mongolov. leta 1238, ko je bila ikona poškodovana v požaru. Kmalu po dogodku so ga obnovili in ponovno leta 1431 in 1512.

### Prenos v Moskvo
Oblikovala se je legenda, da je ikono naslikal evangelist Luka iz življenja; prvo pisno poročilo o tej zgodbi sega v leto 1512. Priprošnji materi Božji preko podobe pripisujejo tudi rešitev Moskve pred tatarskimi hordami v letih 1451 in 1480.
Podobo so leta 1395, med Timurjevo invazijo, prinesli iz Vladimira v Moskvo. Kraj, kjer so se Moskovčani srečali z vladimirsko delegacijo, spominja na Sretenski samostan, za katerega velja, da je bil zgrajen tam, kjer se je to zgodilo. Vendar noben arheološki dokaz ne podpira te trditve; velik del cerkve iz 15. do 16. stoletja je bil uničen po prenovi s strani ruske pravoslavne cerkve. Vasilij I. Moskovski je celo noč jokal nad ikono, Timurjeva vojska pa se je še isti dan umaknila. Moskovčani niso hoteli vrniti ikone v Vladimir in so jo postavili v cerkev Marijinega vnebovzetja v Moskovskem kremlju.
David Miller domneva, da je bila ikona dejansko še vedno v Vladimiru, z nekaj odhodi v Moskvo, do leta 1520. Pripis ikone, da je rešila Moskvo leta 1395, se v virih ne pojavi do poznega 15. stoletja, polna različica zgodbe pa do poročil iz leta 1512 in nato v 1560-ih. Od 16. stoletja se je ikona začela pojavljati kot pomemben simbol v nizu spolitiziranih legend, ki povezujejo Moskvo s predmongolsko Rusijo in jo postavljajo kot središče krščanstva za Rimom in Bizancem – sprva za podporo imperialnim pretenzijam Ivana IV. in kasneje vplivati na državno politiko pod rodbinama Riurikidi in Romanovi.

### Po revoluciji
Pod boljševiki je ikona prišla v last Državne Tretjakovske galerije. Razstavljena kot umetniško delo je bila prvič postavljena v galerijo leta 1930 in tam ohranjena vsaj naslednjih 11 let. Med bitko za Moskvo, ko so Nemci začeli vdirati v mesto, naj bi Josif Stalin dal ikono prenašati po mestu. To je prvi opisal moskovski mestni uradnik Viktor Volohov v svoji knjigi Муниципальная милиция в Российской Федерации.
Leta 1993 so jo zaradi napetosti med predsednikom Borisom Jelcinom in rusko dumo prestavili v cerkev Bogojavljenja za bogoslužje. Čeprav je bila med prenosom poškodovana, so jo kmalu obnovili in dali cerkvi sv. Nikolaja v Tolmačih.

## Opis
Ikona je slika s tempero na lesu, velika 106 krat 69 centimetrov, pri čemer je osrednji del 78 krat 55 centimetrov izvirnik, preostali del pa je poznejša razširitev, morda izvedena za sprejem večje rize. Ikona prikazuje Jezusa Kristusa kot otroka, ki ga mati Marija drži v naročju. Objeta lice ob lice, otrok pa strmi proti Mariji in seže proti njej. Drži ga z eno roko in slovesno gleda proti gledalcu. Obrazi in roke so naslikani z zelenkasto olivnim sankirjem, mešanico oker pigmenta in saj ter prozornimi nanosi svetlejšega okra; otrokov obraz je upodobljen v svetlejšem odtenku kot materin, morda zato, da odraža razliko v njuni starosti. Otroška oblačila so pobarvana s temnim okrom in zlatom. Prvotna slika je nosila napis ΜΡ ΘΥ, okrajšavo za 'Mati Božja', od katere so ohranjeni le deli 
V devetih stoletjih obstoja je bila ikona vsaj petkrat restavrirana in preslikana, da bi se omilile poškodbe in propadanje, vključno z obnovo iz 15. stoletja, ki naj bi jo vodil Andrej Rubljov. Predvsem Marijin in Jezusov obraz ter zlata podlaga nad njeno glavo so originalne barve iz 12. stoletja. V preteklosti je bila ikona prekrita z dovršeno oblikovanimi prevlekamii in rizami (oblogami), ki so poškodovale okvir. Na hrbtni strani, ki je veliko manj znana, je podoba Hetoimazije ('pripravljenega prestola') in predmetov Kristusovega trpljenja, ki je bila naslikana v ok. 14. stoletju (pred tem je bila na hrbtni strani slika neznanega svetnika).
Med ikonami Device Marije z Jezusom se Vladimirska Gospa zaradi nežne navezanosti med materjo in otrokom uvršča med eleuske ikone (rusko Oumilenie).  Teologi in verniki so komentirali tudi simboliko ikon in verska čustva, ki jih navdihuje. Ob razmišljanju o ikoni je teolog Henri Nouwen pripomnil, da Marijine oči ne gledajo niti na otroka niti na gledalca, ampak se zdi, da »gledajo hkrati navznoter in navzven«; da njena prosta roka kaže proti dojenčku, da »odpre prostor, da se brez strahu približamo Jezusu«; in da je otrok prikazan kot »moder mož, oblečen v oblačila za odrasle.« Literarni učenjak S. S. Averintsev je mešanico materinske nežnosti in pretresljive žalosti, vidne v Marijinem izrazu, interpretiral kot reprezentativno čustvo, ki so ga povzročili dogodki Rojstvo oziroma Kalvarija. Jezusove bose noge simbolizirajo njegovo fizično resničnost; njegova zlata oblačila, nebeško kraljestvo; in tri zvezde na Marijini obleki (eno zakriva otrok), »njeno devištvo pred, med in po rojstvu njenega sina«.
Njena umetniška kakovost je bila zelo hvaljena. Umetnostni zgodovinar David Talbot Rice je dejal, da »[Vladimirsko Gospo] ... vsi, ki so jo videli, priznavajo kot eno najbolj izjemnih verskih slik na svetu«. Umetnostni zgodovinar George Heard Hamilton hvali njeno »izdelavo in zasnovo«, in ugotavlja, kako ikona pri predstavitvi obrazov subjekta subtilno prehaja iz običajne uporabe konturnih linij v prečiščeno teksturo površine. Naslikana je v umetniškem slogu, značilnem za bizantinsko umetnost tega obdobja, z značilnostmi, vključno z manjšimi usti, prefinjenimi očmi in podaljšanim Marijinim nosom. Z izogibanjem uporabi razmejitvene črte, kot je postala običajna v kasnejši bizantinski umetnosti, in z vzpostavitvijo kompleksnega medsebojnega delovanja materinih in otrokovih pogledov, ikona prispeva k iluziji življenja v delu. Otrokove poteze spominjajo na klasično kiparstvo, čeprav je umetnik izraz bolj pristen dejanskemu dojenčku. Ekspresivni in humanistični značaj ikone jo razlikuje od zgodnejše bizantinske umetnosti in ponazarja umetniški razvoj v času rodbine Komnenov. 

## Pomen

### V ruski zgodovini
Ikona na splošno velja za enega najbolj cenjenih simbolov v ruski zgodovini. Akademik David Miller je to pripisal njeni tesni povezanosti z rusko narodno zavestjo ves čas njenega obstoja. Njen prenos iz Kijeva v Vladimir je Bogoljubski uporabil za legitimizacijo Vladimirske trditve kot novega središča vlade v Kijevski Rusiji.
Poleg tega je njena intimna povezanost s pomembnimi ruskimi zgodovinskimi dogodki dala Vladimirski Gospe posebnost nacionalnega paladija. Najnovejši od teh dogodkov je bila ruska ustavna kriza leta 1993, ko so jo prinesli v cerkev Bogojavljenja na zahtevo patriarha Aleksija II. in župana Moskve Jurija Lužkova v njunem poskusu, da bi v državo prinesli mir.

### Kot religiozna ikona
Čaščenje Marije Vladimirske je verjetno okrepljeno tudi z dejstvom, da se Bogorodica šteje za sveto zaščitnico Rusije. Čaščeno podobo so uporabljali pri praznovanju kronanj carjev, volitvah patriarhov in drugih pomembnih državnih slovesnostih. Ikona ima tri praznike skozi vse leto ob praznovanju določenih dogodkov, s katerimi je povezana:
- 3. junij [O.S. 21. maj] za praznovanje zaščite Moskve pred krimskim kanom Mehmedom Girajem leta 1521.
- 6. julij [O.S. 23. junij] leta 1480 za njihovo zmago proti kanu Ahmedu med velikim uporom na reki Ugra.
- 8. september [O.S. 26. avgust] v spomin na osvoboditev Moskovčanov pred čakajočo invazijo Timurja.[25]

## Lokacija in prikaz
Vladimirska Marija je na ogled v cerkvi sv. Nikolaja v Tolmačih. Kot rezultat sporazuma med Tretjakovsko galerijo in moskovskim patriarhatom je cerkev hkrati aktivna ruska pravoslavna hišna cerkev in delujoči muzej. Pred tem je bil med njima sporen spor glede lastništva.
Leta 1997 je Tretjakovska galerija dokončala popolno obnovo cerkve. Dodane so bile varnostne izboljšave pri shranjevanju in razstavljanju umetnin, narejen pa je bil še podzemni prehod, ki ga je povezal z Državno galerijo. Za namestitev slavne ikone je bilo naročeno temperaturno nadzorovano neprebojno stekleno ohišje. 7. septembra 1996 je bila Vladimirska Gospa prvič nameščena v posebno ohišje znotraj cerkve, naslednji dan pa je patriarh Aleksej II. posvetil cerkev. Po besedah protojereja Nikolaja Sokolova, rektorja cerkve, bi ohišje lahko preneslo streljanje iz puške Kalašnikov in številne druge potencialne nevarnosti.
Zaradi dvojnega statusa cerkve in muzeja je obiskovalcem dovoljeno moliti pred ikono, na izbrane dneve pa redno potekajo božanske liturgije. Vendar lahko obiskovalci vstopijo v cerkev le skozi Tretjakovsko galerijo in skozi podzemni prehod.

## Kopije in vpliv
Še bolj kot večina, se je izvirna ikona stoletja večkrat kopirala, številne kopije pa imajo tudi velik umetniški in verski pomen. Po besedah Suzanne Massie je postalo standard za številne ruske sodobne upodobitve Marije.
V pripravah na poletne olimpijske igre 1980 je bila zgrajena kapela za športnike, da so lahko molili pred tekmovanjem, kjer je bila kopija ikone.